# Arrondissement di Forbach-Boulay-Moselle
L'arrondissement di Forbach-Boulay-Moselle è una suddivisione amministrativa francese, situata nel dipartimento della Mosella e nella regione del Grand Est.
È stato costituito il 29 dicembre 2014 per inclusione dell'Arrondissement di Boulay-Moselle nell'Arrondissement di Forbach e successivo cambio di nome.

## Composizione
L'arrondissement di Forbach-Boulay-Moselle raggruppa 87 comuni in 7 cantoni:
- cantone di Boulay-Moselle
- cantone di Forbach
- cantone di Freyming-Merlebach
- cantone di Saint-Avold
- cantone di Stiring-Wendel
- la parte meridionale del cantone di Bouzonville
- la parte orientale del cantone di Faulquemont
- la parte occidentale del cantone di Sarralbe